# Monumento a la Beata María Candelaria de San José
El Monumento a La Beata Madre Candelaria de San José es una colosal escultura conmemorativa, ubicada en el Mirador Teobaldo Mieres de San Juan de los Morros. La estatua hace honor a Susana Paz Castillo Ramírez, nombrada Candelaria de San José, la primera mujer en ser beatificada en Venezuela y originaria de Altagracia de Orituco. Es uno de los monumentos más altos de Venezuela.

## Historia
El monumento fue inaugurado en 2012 luego de dos años de construcción dirigido por la alcaldía de la jurisdicción. La estatua se encuentra sobre una colina en el sector San José a 440 metros (1443,6 pies) sobre el nivel del mar, el cual fue dedicada como lugar de esparcimiento y donde se ubica un parque público llamado Mirador Teobald Mieres. El mirador fue inaugurado por el entonces gobernador de Guárico José Díaz Milano en 1976 y nombrado en honor al periodista Teobaldo Mieres.
La escultura tiene acceso a su interior y varios puestos como mirador en dirección a la ciudad y la extensión sur de los llanos venezolanos. Desde el mirador también se puede ver los el Monumento Natural Arístides Rojas.

## Ubicación
El monumento a la Beata Candelaria se encuentra en el corazón del Municipio Juan Germán Roscio, a poca distancia del centro de la ciudad de San Juan de los Morros, subiendo por una colina a un costado del Hospital Israel Ranuárez Balza. La colina es el inicio del cerro El Aventado, el cual hace continuación con el cerro Camoruquito y más al sur, el cerro Piedrapan, los cuales forman parte del Monumento Natural Juan Germán Roscio. El mirador cuenta con camino pavimentado hasta la estatua que continúa por el cerro con camino de tierra hasta el pico del cerro El Aventado. Para recuperar las pérdidas causadas por la tala y quema del monumento natural, el gobierno regional ha sembrado centenares de árboles en las inmediaciones del mirador y su estatua. La ruta cuenta con dos de los tánques de agua que proveen a la ciudad. 